# Paracompsus nigrofasciatus
Paracompsus nigrofasciatus es una especie de coleóptero de la familia Attelabidae.

## Distribución geográfica
Habita en la India y la China.